# 田島麻衣子
田島 麻衣子（たじま まいこ、1976年12月20日 - ）は、日本の政治家。立憲民主党所属の参議院議員（2期）。立憲民主党副幹事長、同党国際局副局長、同党生殖補助医療PT事務局長。
新日本監査法人、Japan Emergency NGO、国際連合世界食糧計画で勤務した。

## 来歴
東京都大田区出身。1992年（平成4年）、青山学院高等部に進学。高校時代はフェンシングに没頭し、東京都私立高等学校フェンシング大会2年女子の部で準優勝した。
1995年（平成7年）4月、青山学院大学国際政治経済学部に入学。在学中、仲間とともにスタディツアーでフィリピンに渡航。訪れたスモーキー・マウンテンで貧困問題に直面し、以来国連に関心を持つようになる。3年時に、正規交換留学生として、ワシントン州立大学に留学した。また、学生時代には新党さきがけの学生部に所属していた。
大学卒業後、新日本監査法人に就職。2003年（平成15年）6月、退職し、人道支援団体「日本緊急救援NGOグループ」（現・特定非営利活動法人ジェン）に転職。イラク難民支援プロジェクトの会計を担当した。2005年（平成17年）6月、オックスフォード大学大学院修士課程修了。
2006年（平成18年）1月、 国連世界食糧計画に勤務。ラオス、アルメニア、エジプト、南アフリカ共和国などに赴く。最後の勤務地となった南アフリカでは、管轄12カ国で行われていた全人道支援プロジェクトを対象に、SDGsの効果測定を主導した。

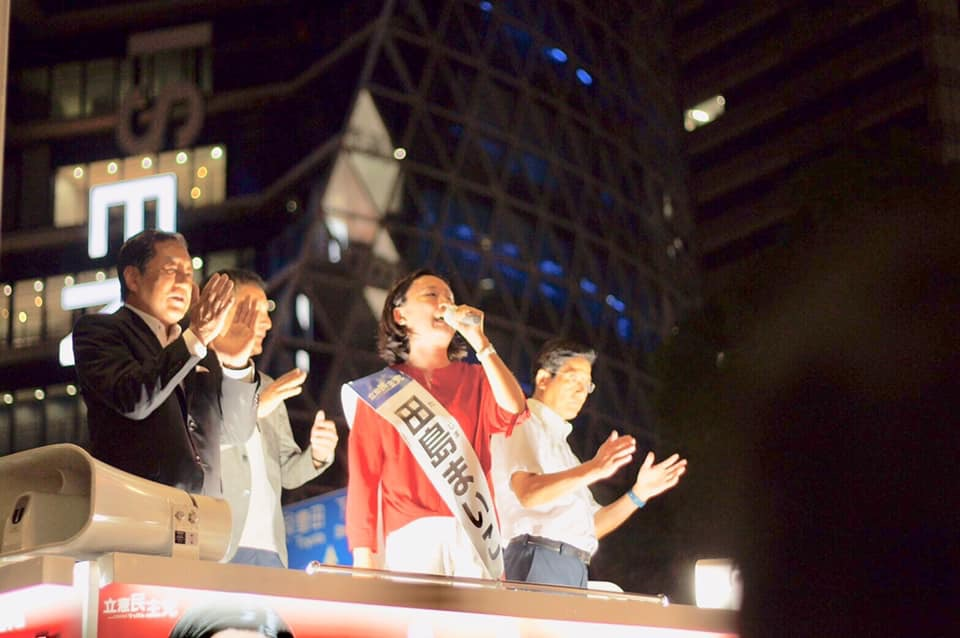
2019年、参議院議員選挙に立憲民主党公認で立候補し初当選した。

2018年（平成30年）12月1日、立憲民主党が翌年の参院選愛知県選挙区に田島を擁立する方針を固めたことが明らかとなった。田島は2019年（平成31年）1月4日に退職。同年1月6日、同党は、夏の参院選に田島を擁立すると正式に発表した。連合愛知は田島に推薦を出すも、大半が国民民主党現職の大塚耕平の支援に回る。そのため選挙期間中は無党派層への浸透を図ろうと街頭活動を重ねた。3歳の長男の子育てをする経験を踏まえ、「女性が子どもを産みたい時に産み、働き続けられる環境づくりを進める」と訴え、支持を集めた。同年7月21日に行われた第25回参議院議員通常選挙で、改選数4に対し得票数3位で初当選を果たした。
2020年（令和2年）9月15日、旧立憲民主党と旧国民民主党は、2つの無所属グループを加えた形で新「立憲民主党」を結成。田島も新党に参加。
2021年（令和3年）10月31日の第49回衆議院議員総選挙で立憲民主党は議席を「109」から「96」に減らし、11月2日、枝野幸男代表は引責辞任を表明。枝野の辞任に伴う代表選挙（11月30日実施）では逢坂誠二の推薦人に名を連ねた。
2024年（令和6年）3月26日、立憲民主党は翌年7月の第27回参議院議員通常選挙愛知県選挙区公認候補に田島を内定した。
同年9月23日に実施された代表選挙では枝野幸男の推薦人に名を連ねた。
2025年（令和7年）7月20日に行われた第27回参議院議員通常選挙の結果、改選数4に対し得票数2位で再選。

## 政策・主張

### 憲法
- 憲法改正についての各メディアのアンケートの結果は以下のとおり。
  - 2019年 - 朝日新聞社には「どちらかと言えば反対」と回答[15]。
  - 2019年 - 中日新聞社には「憲法は国民の権利や自由を守るために国家権力を縛るものなのに、自民党の憲法改正案は、国民が守るべきものが書かれていて非常に違和感を感じる」と回答[16]。
  - 2025年 - NHKには「どちらともいえない」と回答[17]。
  - 2025年 - 読売新聞社には「どちらかといえば賛成」と回答[18]。
- 9条改憲について、2019年の中日新聞社のアンケートで「9条に自衛隊を書き込むのは、活動範囲が明確でなく恣意的に解釈されて平和主義が形骸化する可能性がある」と回答[16]。9条への自衛隊の明記について、2025年のNHKのアンケートで「反対」と回答[17]。
- 憲法を改正し緊急事態条項を設けることについて、2025年のNHKのアンケートで「反対」と回答[17]。

### 外交・安全保障
- 「他国からの攻撃が予想される場合には先制攻撃もためらうべきではない」との問題提起に対し、2019年の朝日新聞社のアンケートで「どちらかと言えば反対」と回答[15]。
- 「北朝鮮に対しては対話よりも圧力を優先すべきだ」との問題提起に対し、2019年の朝日新聞社のアンケートで「どちらかと言えば反対」と回答[15]。
- 日本の防衛力をさらに強化することについて、2025年の日本テレビのアンケートで「やや賛成」と回答[19]。
- 毎日新聞への寄稿記事で、自身のアフリカ・アンゴラの難民キャンプに入るなど支援の現場に関わった体験に鑑み「難民は受け入れ国に貢献し、豊かにする」「日本はこれからもっと難民を受け入れなければならない」と語った[20]。

### ジェンダー
- 選択的夫婦別姓制度の導入についての各メディアのアンケートの結果は以下のとおり。
  - 2019年 - 朝日新聞社には「賛成」と回答[15]。
  - 2025年 - 日本テレビには「賛成」と回答[19]。
  - 2025年 - 読売新聞社には「賛成」と回答[18]。
- 同性婚を可能とする法改正についての各メディアのアンケートの結果は以下のとおり。 
  - 2019年 - 朝日新聞社には「どちらかと言えば賛成」と回答[15]。
  - 2025年 - 日本テレビには「賛成」と回答[19]。
  - 2025年 - NHKには「賛成」と回答[17]。

### その他
- 「治安維持のためプライバシーや個人の権利の制約は当然だ」との問題提起に対し、2019年の朝日新聞社のアンケートで「どちらかと言えば反対」と回答[15]。
- アベノミクスについて、2019年の朝日新聞社のアンケートで「評価しない」と回答[15]。
- 消費税率を10％より高くすることについて、2019年の朝日新聞社のアンケートで「どちらかと言えば賛成」と回答[15]。
- 物価⾼対策として消費税率を引き下げることについて、2025年の日本テレビのアンケートで「やや賛成」と回答[19]。

## 国会での質疑
- 2020年11月19日の参議院厚生労働委員会で、政府による新型コロナウイルス感染症の対策に関して、専門家が提唱する感染防止対策が現実では難しいなどと疑問視し、医療崩壊が起こらないよう対応するよう政府に要請した[21]。また、2019年度に児童相談所が対応した児童虐待件数が過去最多を記録したことに触れ、新型コロナウイルス感染症が拡大した5月と7月に相談件数が少なくなっている点や寄せられた相談件数のうち、性的虐待の報告が1.1％である点を指摘[21]。これについて田村憲久厚生労働大臣（当時）は、5月と7月に相談件数が少なくなっている点については「速報値であり、件数のみで評価するのは難しい」としながらも「コロナ禍で本来相談されるものが相談されていないことも考えられるので注視していかなければいけない」と、性的虐待の報告が1.1％である点については「私も少ないなというイメージ。主たる事由のみ計上いただいている可能性があるので、身体的虐待と性的虐待のうち、身体的虐待の方が外形的に症状が分かるので、そちらをカウントしている可能性もあるのではないか。よく分析していかなければいけない」と述べた[21]。児童相談所の中核市への設置義務化についても議論に上がり、設置を希望する中核市や特別区に対して支援していくという政府の姿勢に関して、田島は「2019年の児童虐待防止法の検討規定にある中核市への設置の義務化を検討してほしい」と求めた[21]。
- 2020年12月10日の参議院厚生労働委員会で、医療従事者などに対する慰労金の支給を政府に求めた[22]。
- 2021年3月24日の参議院予算委員会で、新型コロナウイルス感染症のワクチン接種を管理するタブレット端末のレンタル料、約60億円の積算根拠をめぐり、政府がその内訳として全国の接種会場で使用するタブレット端末のレンタル料及び追加分の1万台の費用、NTTドコモとNTTコミュニケーションズに対する問い合わせ窓口の運営費用を計上した旨を公表[23]。これについて田島は、「高すぎるのでは」と指摘した[23]。
- 2021年6月3日の参議院厚生労働委員会で、東京2020オリンピック・パラリンピック競技大会における政府の水際対策や、コロナ禍における子育ての孤独問題について質疑した[24]。
- 2021年8月26日の参議院厚生労働委員会で、新型コロナウイルス感染症に罹患した妊婦の保護について質疑し、罹患した妊婦の配偶者に対する優先的な療養措置や臨時医療施設の確保などに関して質問した[25]。これに対し、田村憲久厚生労働大臣（当時）は「特に妊娠後期の方は非常にリスクが高いと言われておりますので、これはその対象に当然なってくる」と答弁し、妊婦の重症化リスクを考慮し、配偶者が感染した場合には配偶者はホテル療養の対象になるという認識を示した[26]。
- テレビ番組において安倍晋三元首相が「核共有」に言及したことを受け、田島は2022年2月28日の参議院予算委員会で質問した[27]。これに対し、岸田文雄首相は「非核三原則を堅持していくことから認められるものではない」と政府による核共有を否定した[27]。
- 2022年3月18日の参議院予算委員会で、厚生労働省が把握しているアベノマスクの在庫枚数が、会計検査院が把握している在庫枚数よりも少ない件について指摘した[28]。その後、本件については、2022年6月15日の参議院本会議において全会一致で内閣に対して警告すべきものと議決された[29]。
- 2022年3月31日の参議院外交防衛委員会で、グルジアをジョージアと呼ぶようになった先例に倣い、ウクライナの地名をロシア語由来の名称から変更するよう提案した[30]。
- 「電気・ガス価格激変緩和対策事業」の補助金交付事務を担う博報堂に対し、経済産業省が当初博報堂から提案された管理費よりも1.5倍多い金額で支払っていたことに関して、2023年3月の参議院予算委員会で「国民の税金なのに、勝手に経費が上がっている」と批判したうえで、応募した金額で事業を行うか、公募をやり直すべきと指摘した[31]。
- 2023年4月27日の参議院経済産業委員会で、女性の正規社員の雇用に関する諸課題を問題提起し、従業員へのアプローチだけでなく経営者へのインセンティブが必要と主張した[32]。
- 2023年5月30日の参議院経済産業委員会で、岸田文雄首相の長男・岸田翔太郎内閣総理大臣秘書官（当時）による「公邸忘年会」の問題を追及する中で、「手当（てあて）」を「テトウ」と読み間違え、インターネット上で戸惑いの声が相次いだ[33][34]。
- 2023年12月7日の参議院経済産業委員会で、田島が2025年日本国際博覧会について質疑し、西村康稔経済産業大臣が「事業実施主体である日本国際博覧会協会が、業務執行責任を負うのは大前提。国として補填することは考えていない」と答弁した[35]。
- 上川陽子外務大臣（当時）が麻生太郎自由民主党副総裁（当時）から「そんなに美しい方とは言わない」「おばさん」と揶揄されたことについて、田島は2024年2月2日の参議院本会議の代表質問で上川に「大臣は、有り難く受け止めると返されていますが、この同調圧力の強い日本社会で、同じ境遇にある女性たちも大臣と同じような対応をしなければならないと感じてしまうリスクはないでしょうか。上川大臣、問題があるとすればそれぞれ何が、それは何であるか、そしてなぜ大臣は抗議をされないのか」などと質問した[36][37][38][39]。これに対し、上川は「私は、初当選以来、信念に基づきまして政治家としての職責を果たす、こうした活動に邁進してまいりました。今、女性・平和・安全保障、WPS、この新しい動きを主流化すべく、この根付かせるための取組に全力を注いでいるところでございます。世の中には様々な御意見や、また考え方があるということについては承知をしております。しかし、使命感を持って一意専心、緒方貞子さんのように、脇目も振らず着実に努力を重ねていく考えであります。田島議員、是非、WPS、一緒に頑張りましょう」と答えた[38][40]。他方で、田島は2020年10月にX上で「私たちは、菅おじさん内閣に絶望しています。高齢男性が閣僚に選ばれる仕組みを変えなければ、社会はバランスを欠いたものになってしまう」と発言していたことが発覚し、これらの田島の姿勢に関して「『他者は許さない、自分はOK』という恐るべき二重基準」「男性差別」などと批判が上がる事態となった[37]。
- 2024年3月19日の参議院予算審議会において、緊急避妊薬をテーマに取り上げ、武見敬三厚生労働大臣（当時）が2022年12月に加藤勝信厚生労働大臣（当時）に、地域で安心して分娩できる医療施設の存続を目指す議員連盟の会長として緊急避妊薬のOTC化（市販化）について慎重な対応を求める陳情を提言したことに触れ、その理由や緊急避妊薬に反対の意思はあるのか武見に質問した[41]。これに対し武見は、緊急避妊薬のOTC化に反対の意思があることを否定し、その中で緊急避妊薬のスイッチOTC化に向けて薬局で適切な販売が可能か否かの調査検討を目的とした試行的販売の業務を日本薬剤師会に委託し、一定の要件を満たした薬局に限定したモデル的調査研究が実施されたこと、またこれらの調査結果を分析した薬局における適正かつ持続可能な販売方法の検討が進められていることに触れ、緊急避妊薬を求める人が必要な形でアクセス可能となるよう対象薬局の拡大を含め、緊急避妊薬のOTC化に向けた検討をしていく必要があるとの認識を示した[41]。また、田島は海外では緊急避妊薬が数百円から5000円程度で販売されているのに対して日本産婦人科医会が緊急避妊薬の価格が5万円、診察料含めて10万円程度になると試算していることに触れたうえで、武見にこのような値段にならないことを約束できるかと追及した[41]。これに対し武見は、薬の価格決定は法に基づいた仕組みのルールに則って行われているとし、こうした適切なプロセスを経て価格が決定される必要があるとの認識を示した[41]。それに対し田島は、緊急避妊薬の問題について武見が業界ではなく、国民の方向に向いていると約束できるかとさらに追及し、これに対して武見は、薬事承認は国民の立場に立って効能効果、安全性が確認される必要があり、その上で価格設定については専門家が科学的根拠に基づいて審議して決定されるとし、こうした意思決定が法に則って行われることが全てであると答えた[41]。

## 著書
- 『世界で働く人になる!』アルク、2014年12月29日。ISBN 978-4757426054。
- 『国連で学んだ 価値観の違いを超える仕事術』ディスカヴァー・トゥエンティワン、2016年12月23日。ISBN 978-4799320198。
- 『世界で働く人になる! 実践編』アルク、2018年2月7日。ISBN 978-4757430471。

## 選挙歴
| 当落 | 選挙                     | 執行日         | 年齢 | 選挙区       | 政党         | 得票数     | 得票率 | 定数 | 得票順位 /候補者数 | 政党内比例順位 /政党当選者数 |
| ---- | ------------------------ | -------------- | ---- | ------------ | ------------ | ---------- | ------ | ---- | ------------------ | ---------------------------- |
| 当   | 第25回参議院議員通常選挙 | 2019年07月21日 | 42   | 愛知県選挙区 | 旧立憲民主党 | 46万1531票 | 16.10% | 4    | 3/12               | /                            |
| 当   | 第27回参議院議員通常選挙 | 2025年07月20日 | 48   | 愛知県選挙区 | 立憲民主党   | 53万6260票 | 15.0%  | 4    | 2/14               | /                            |